# 1974년 오리콘 1위 싱글 목록
일본에서 한 주간 가장 많이 팔린 싱글은 오리콘 주간 차트에 실리며, 이 차트는 오리콘이 발행하는 잡지 《오리스타》에 개제된다. 판매량은 한 주 동안의 각 싱글의 판매량을 기준으로 오리콘이 종합한다.

## 차트 기록
| 발행일    | 싱글                 | 가수              | 참고                     |
| --------- | -------------------- | ----------------- | ------------------------ |
| 1월 7일   | 「恋のダイヤル6700」 | 핑거5             |                          |
| 1월 14일  | (미발표)             | (미발표)          |                          |
| 1월 21일  | 「恋のダイヤル6700」 | 핑거5             |                          |
| 1월 28일  | 「あなた」           | 코사카 아키코     | 7주 연속                 |
| 2월 4일   | 「あなた」           | 코사카 아키코     | 7주 연속                 |
| 2월 11일  | 「あなた」           | 코사카 아키코     | 7주 연속                 |
| 2월 18일  | 「あなた」           | 코사카 아키코     | 7주 연속                 |
| 2월 25일  | 「あなた」           | 코사카 아키코     | 7주 연속                 |
| 3월 4일   | 「あなた」           | 코사카 아키코     | 7주 연속                 |
| 3월 11일  | 「あなた」           | 코사카 아키코     | 7주 연속                 |
| 3월 18일  | 「なみだの操」       | 도노사마 킹스     | 9주 연속 1974년 1위      |
| 3월 25일  | 「なみだの操」       | 도노사마 킹스     | 9주 연속 1974년 1위      |
| 4월 1일   | 「なみだの操」       | 도노사마 킹스     | 9주 연속 1974년 1위      |
| 4월 8일   | 「なみだの操」       | 도노사마 킹스     | 9주 연속 1974년 1위      |
| 4월 15일  | 「なみだの操」       | 도노사마 킹스     | 9주 연속 1974년 1위      |
| 4월 22일  | 「なみだの操」       | 도노사마 킹스     | 9주 연속 1974년 1위      |
| 4월 29일  | 「なみだの操」       | 도노사마 킹스     | 9주 연속 1974년 1위      |
| 5월 6일   | 「なみだの操」       | 도노사마 킹스     | 9주 연속 1974년 1위      |
| 5월 13일  | 「なみだの操」       | 도노사마 킹스     | 9주 연속 1974년 1위      |
| 5월 20일  | 「うそ」             | 나카조 키요시     | 8주 연속                 |
| 5월 27일  | 「うそ」             | 나카조 키요시     | 8주 연속                 |
| 6월 3일   | 「うそ」             | 나카조 키요시     | 8주 연속                 |
| 6월 10일  | 「うそ」             | 나카조 키요시     | 8주 연속                 |
| 6월 17일  | 「うそ」             | 나카조 키요시     | 8주 연속                 |
| 6월 24일  | 「うそ」             | 나카조 키요시     | 8주 연속                 |
| 7월 1일   | 「うそ」             | 나카조 키요시     | 8주 연속                 |
| 7월 8일   | 「うそ」             | 나카조 키요시     | 8주 연속                 |
| 7월 15일  | 「夫婦鏡」           | 도노사마 킹스     | 4주 연속                 |
| 7월 22일  | 「夫婦鏡」           | 도노사마 킹스     | 4주 연속                 |
| 7월 29일  | 「夫婦鏡」           | 도노사마 킹스     | 4주 연속                 |
| 8월 5일   | 「夫婦鏡」           | 도노사마 킹스     | 4주 연속                 |
| 8월 12일  | 「追憶」             | 사와다 켄지       |                          |
| 8월 19일  | 「ふれあい」         | 나카무라 마사토시 | 10주 연속                |
| 8월 26일  | 「ふれあい」         | 나카무라 마사토시 | 10주 연속                |
| 9월 2일   | 「ふれあい」         | 나카무라 마사토시 | 10주 연속                |
| 9월 9일   | 「ふれあい」         | 나카무라 마사토시 | 10주 연속                |
| 9월 16일  | 「ふれあい」         | 나카무라 마사토시 | 10주 연속                |
| 9월 23일  | 「ふれあい」         | 나카무라 마사토시 | 10주 연속                |
| 9월 30일  | 「ふれあい」         | 나카무라 마사토시 | 10주 연속                |
| 10월 7일  | 「ふれあい」         | 나카무라 마사토시 | 10주 연속                |
| 10월 14일 | 「ふれあい」         | 나카무라 마사토시 | 10주 연속                |
| 10월 21일 | 「ふれあい」         | 나카무라 마사토시 | 10주 연속                |
| 10월 28일 | 「よろしく哀愁」     | 고 히로미         | 3주 연속                 |
| 11월 4일  | 「よろしく哀愁」     | 고 히로미         | 3주 연속                 |
| 11월 11일 | 「よろしく哀愁」     | 고 히로미         | 3주 연속                 |
| 11월 18일 | 「冬の駅」           | 코야나기 루미코   |                          |
| 11월 25일 | 「甘い生活」         | 노구치 고로       | 2주 연속                 |
| 12월 2일  | 「甘い生活」         | 노구치 고로       | 2주 연속                 |
| 12월 9일  | 「冬の駅」           | 코야나기 루미코   | 통산 2주                 |
| 12월 16일 | 「あなたにあげる」   | 니시카와 미네코   |                          |
| 12월 23일 | 「冬の色」           | 야마구치 모모에   | 5주 연속, 1975년 1월 1위 |
| 12월 30일 | 「冬の色」           | 야마구치 모모에   | 5주 연속, 1975년 1월 1위 |

## 연간 TOP 10
※ 집계: 1973년 12월 3일 - 1974년 11월 25일
- 1위: 도노사마 킹스 「なみだの操」
- 2위: 코사카 아키코 「あなた」
- 3위: 나카조 키요시 「うそ」
- 4위: 나카무라 마사토시 「ふれあい」
- 5위: 핑거5 「恋のダイヤル6700」
- 6위: 도노사마 킹스 「夫婦鏡」
- 7위: 와타리 테츠야 「くちなしの花」
- 8위: 사이죠 히데키 「激しい恋」
- 9위: 후세 아키라 「積木の部屋」
- 10위: 핑거5 「学園天国」